# Bettina Leidl

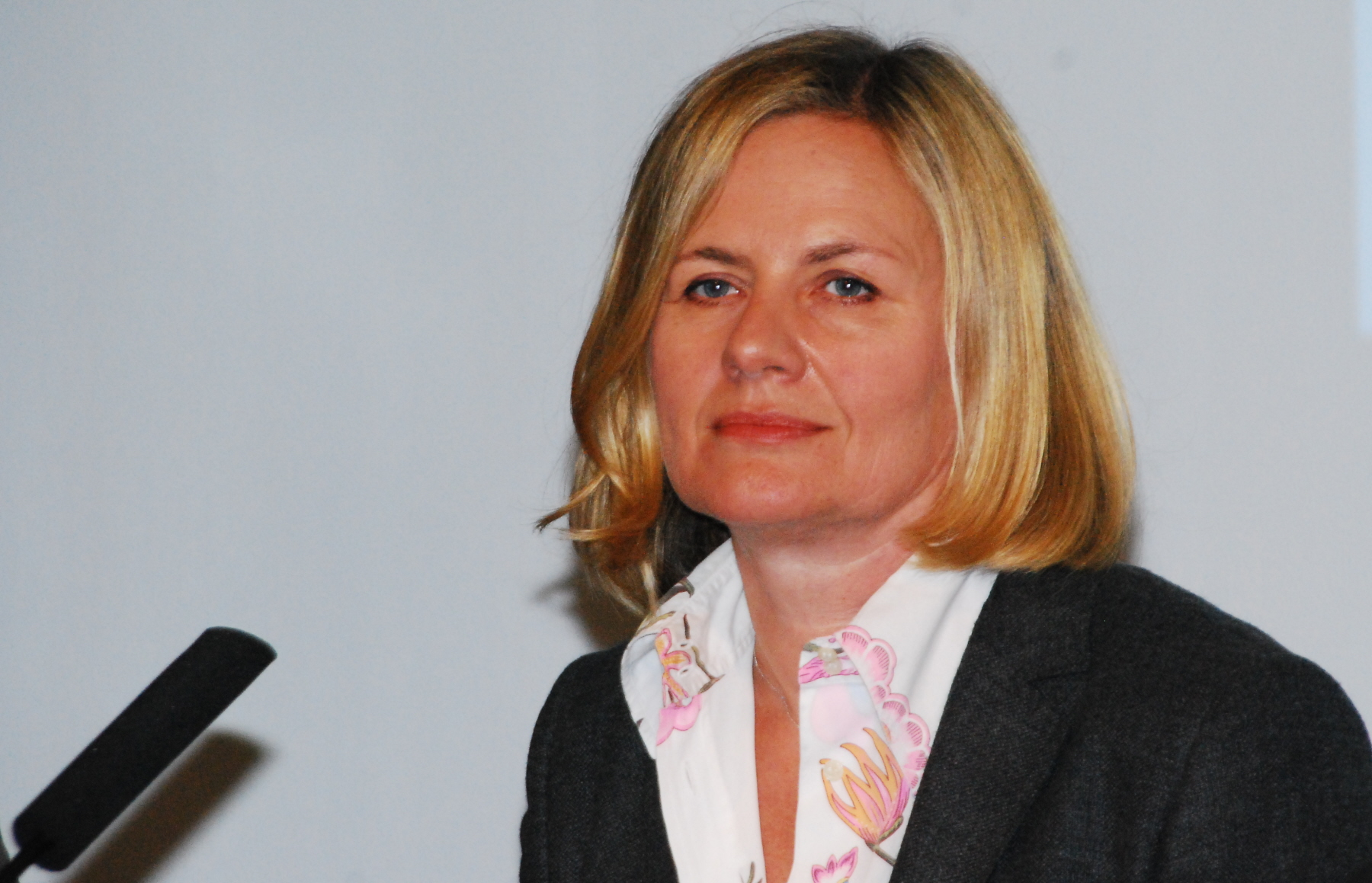
Bettina Leidl (2012)

Bettina Leidl (* 1962 in Vöcklabruck) ist eine österreichische Kulturmanagerin und Museumsleiterin. Ab 2014 war sie Direktorin im Kunst Haus Wien, im Dezember 2021 wurde sie zur Geschäftsführerin der MuseumsQuartier Errichtungs- und BetriebsGesmbH ab Februar 2022 bestellt.

## Leben
Bettina Leidl verbrachte die ersten fünf Lebensjahre in Schörfling am Attersee, danach wuchs sie in Salzburg auf. 1982 ging sie nach Wien, wo sie Ethnologie, Politikwissenschaft und Betriebswirtschaft studierte. Neben dem Studium war sie für Michael Schottenberg tätig. Von 1993 bis 1997 war sie Referentin für nationale und internationale Filmangelegenheiten der Kunstsektion.
Von 1997 bis 2011 war sie Geschäftsführerin der Kunsthalle Wien während der Direktion von Gerald Matt. Parallel dazu führte sie ab 2007 die Geschäfte der Kunst im öffentlichen Raum GmbH (KÖR). 2011 wurde sie Geschäftsführerin der Wiener Kreativagentur departure. 2014 übernahm sie die Allein-Geschäftsführung im Kunst Haus Wien. Während ihrer Direktion wurde das Kunsthaus als erstes Museum in Österreich mit dem Umweltzeichen ausgezeichnet.
2018 wurde sie zusätzlich Direktorin des Fotofestivals Foto Wien, außerdem ist sie Mitglied des Aufsichtsrats des Jüdischen Museums Wien. Im Dezember 2019 wurde sie als Nachfolgerin von Danielle Spera zur Präsidentin von ICOM Österreich gewählt.
Am 17. Dezember 2021 gab Kunst- und Kulturstaatssekretärin Andrea Mayer ihre Bestellung zur Geschäftsführerin  der MuseumsQuartier Errichtungs- und BetriebsGesmbH ab dem 14. Februar 2022 bekannt. Mit der interimistischen Geschäftsführung in Nachfolge von Christian Strasser ab dem 1. Jänner 2022 wurde Prokuristin Silke Raßmann betraut. Ihr Vertrag wurde zunächst auf fünf Jahre abgeschlossen.
Zu ihrer Nachfolgerin als Geschäftsführerin des Kunst Haus Wien wurde Gerlinde Riedl bestellt. Im November 2022 folgte ihr Johanna Schwanberg als ICOM Österreich-Präsidentin nach.